# Calorie vide

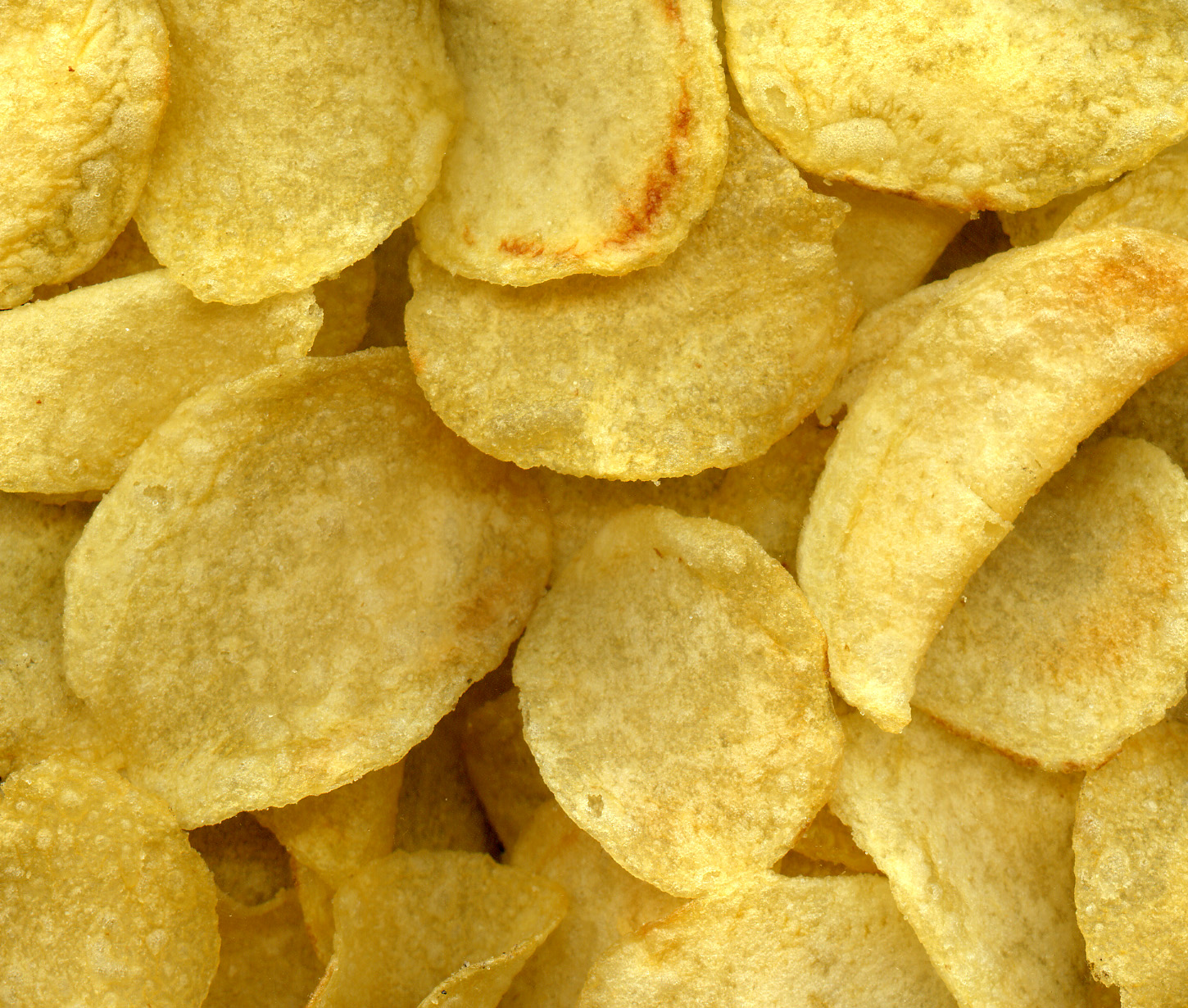
Les chips sont une « bombe calorique » et des aliments à calories vides.

En nutrition humaine, la calorie vide, appelée aussi calorie creuse, est la valeur énergétique qu'apportent les aliments dont la consommation n'apporte aucun nutriment indispensable à la santé. Les aliments à haute densité nutritionnelle (aliments à calorie pleine) apportent au contraire ces nutriments essentiels (vitamines, sels minéraux, fibres, composés phytochimiques, acide gras essentiels et acides aminés essentiels).
Les aliments et produits alimentaires ayant une densité nutritionnelle faible sont en général les matières grasses, les sucres, l'alcool, les produits transformés industriels, frits ou panés : snacks, viennoiseries, charcuterie, pizzas, frites, etc.

## Marketing
Le marketing alimentaire (en) tend à privilégier les aliments addictifs (souvent trop riches en sucre et en sel) et à faible densité nutritionnelle. 
Il pratique de plus le nutritionnisme : choisissant la vulgarisation nutritionnelle sur les nutriments plutôt que sur les modes alimentaires, il vante des produits transformés et conditionnés sans valeur énergétique et met l'accent sur la teneur favorable d'un seul de leurs nutriments, mais omet de rappeler qu'ils manquent de tous les autres nutriments essentiels.
En France, Serge Hercberg, épidémiologiste et expert en nutrition à l’Inserm, remet au ministère de la Santé en 2013 un rapport préconisant une taxe sur les aliments à faible densité nutritionnelle et un code couleur au niveau de l'étiquetage nutritionnel.
L'erreur consistant à considérer les aliments riches en énergie comme nutritionnellement adéquats est démontrée scientifiquement pour la première fois par François Magendie par des expérimentations sur des chiens décrites dans son Précis élémentaire de Physiologie. Il y démontre qu'en nourrissant ses animaux exclusivement avec soit du sucre, soit de l'huile d'olive ou soit du beurre, ceux-ci meurent en 30 à 40 jours.
Selon l'Organisation mondiale de la santé « Au niveau énergétique, l’apport (en calories) doit être adapté à la dépense. Pour éviter toute prise de poids excessive, les graisses ne devraient pas dépasser 30 % de l’apport énergétique total ...et les sucres libres  10 % des apports énergétiques totaux. Il est suggéré (pour les sucres libres) d’aller encore plus loin et de passer en dessous de 5 % des apports énergétiques totaux pour augmenter les bienfaits pour la santé. »

## Exemples
Les aliments suivants sont considérés comme contenant principalement des calories vides,,, :
- Sucre : gâteaux, cookies, confiseries, bonbons, sodas ;
- Matières grasses : graisses alimentaires, huiles alimentaires et margarines ;
- Alcool : bière, vin, spiritueux et autres boissons alcoolisées.

Certains aliments comme la crème glacée et les pâtisseries sont à la fois riches en sucre et en matières grasses.
D'autres aliments relativement équilibrés au départ peuvent évoluer vers une faible densité nutritionnelle du fait de traitements industriels apportant massivement sucres, graisses, sel. Ce peut être le cas de certaines viennoiseries, pizzas (pizza de Chicago), pommes de terre (chips, pringles), fromages à pâte fondue, charcuteries (saucisses bas de gamme), etc. Ces aliments peuvent même parfois être étiquetés basses calories (Lactose).